# Parameria
Parameria es un género de fanerógamas de la familia Apocynaceae. Contiene tres especies. Es originario del sur de China hasta Malasia.

## Taxonomía
El género  fue descrito por George Bentham y publicado en Genera Plantarum 2: 715. 1876.

## Especies aceptadas
A continuación se brinda un listado de las especies del género Parameria aceptadas hasta octubre de 2013, ordenadas alfabéticamente. Para cada una se indica el nombre binomial seguido del autor, abreviado según las convenciones y usos. 
- Parameria densiflora Oliv.
- Parameria laevigata (Juss.) Moldenke
- Parameria polyneura Hook.f.